# 16-os busz (Budapest)

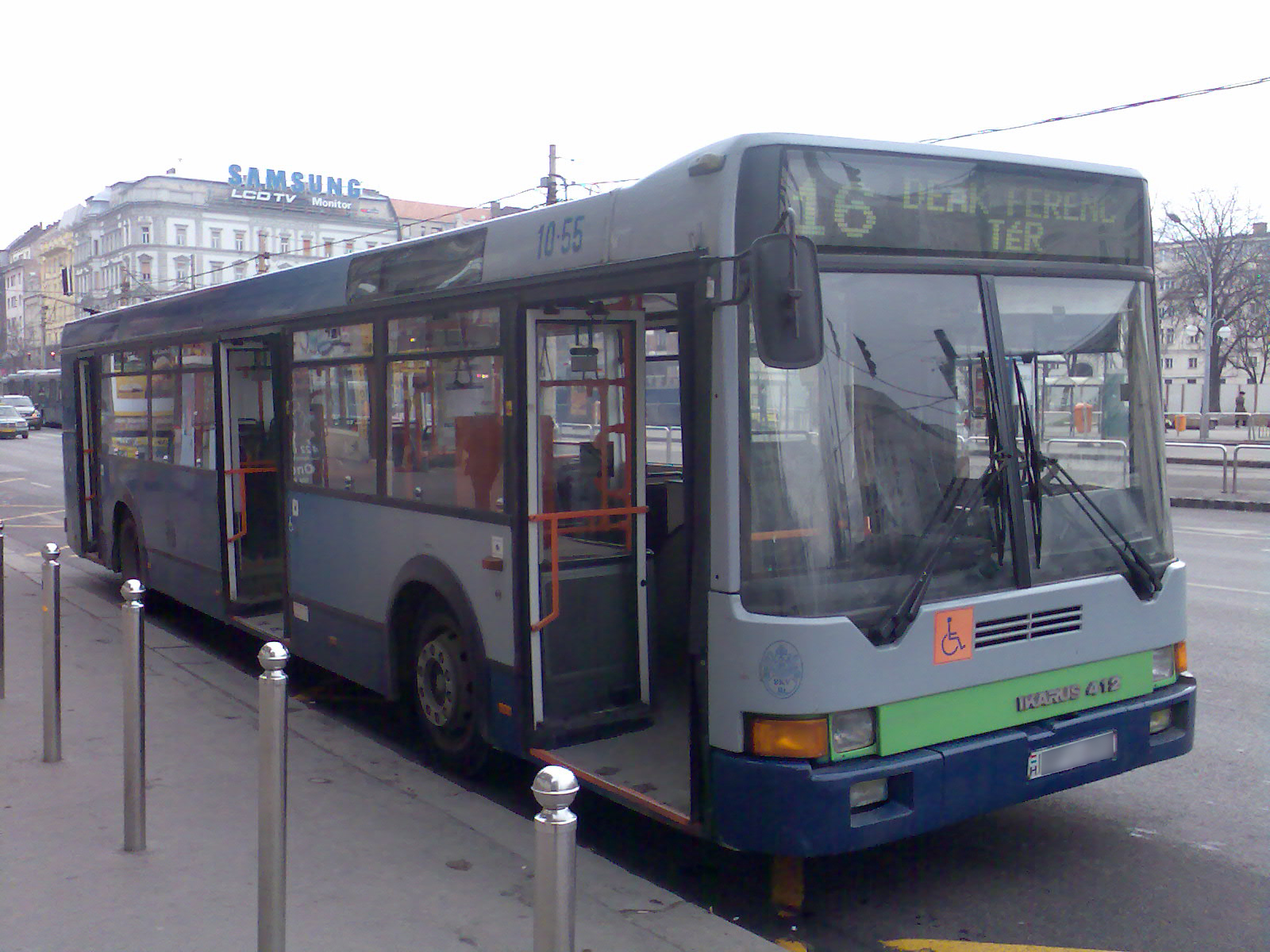
16-os busz még a járatátszervezések előtt

A budapesti 16-os jelzésű autóbusz a Széll Kálmán tér és a Deák Ferenc tér között közlekedik a Budai Várnegyeden keresztül. A viszonylatot a Budapesti Közlekedési Zrt. üzemelteti.

## Járművek
A 15-ös buszhoz hasonlóan a 16-os busz vonala is részben az új járművek bemutatására szolgált, ezért járműparkja hasonló volt a 15-öséhez, főleg az utóbbi években. Az új paraméterkönyv bevezetése óta (2008. szeptember 6.) a 16-os busz, 16A és 116-os viszonylatokon Ikarus 405-ös típusú autóbuszok közlekednek, csúcsidőben a három járaton együtt 14, szombaton 10, vasárnap 9. A 16-os vonalon a típusváltás a Budai Várnegyed korlátozott befogadóképességű útjaival magyarázható, a menetrend viszont gondoskodik arról, hogy ne legyen az átlagosnál nagyobb fennakadás. A vonalon 2015. november 19-én állt forgalomba az első Karsan ATAK. A járműveket a Kelenföldi autóbuszgarázs állítja ki.

## Története
1928-ban vették tervbe, hogy a Ferenc József (Széchenyi István) térről a Várba is közlekedjen autóbusz, így 1929. október 29-én el is indult a 16-os buszjárat a Ferenc József tér – Lánchíd – Budai Vár – Széna tér – Dékány utca útvonalon. Az 1930-as évek végén a 16-os busz már a Vörösmarty tér – Lánchíd – Budai Vár – Széna tér, a 16A busz pedig a Vörösmarty tér – Lánchíd – Budai Vár – Bécsi kapu tér útvonalon közlekedett.
1940. július 2–7. között, augusztus 24. és szeptember 9. között, valamint 1941. április 3–20. között a 16-os busz közlekedése szünetelt, mert az autóbuszokat katonai célokra használták fel.
1944 januárjában Budapest ostroma miatt a Széll Kálmán tér és a Bécsi kapu tér között közlekedő 16B viszonylat váltotta fel. A 16-os csak 1948. május 3-án indult újra a Széll Kálmán tér és a romos Budai Vár között.
Az 1950-es évek második felében a buszok még József nádor tér – Lánchíd – Budai Vár – Moszkva (Széll Kálmán) tér útvonalon közlekedett, majd 1964 novemberében pesti végállomását a  Március 15. térre tették át, aztán 1972. december 23-án  az Engels (ma Erzsébet) térre. Ekkor betétjárata, a 16A a Moszkva (Széll Kálmán) tér és a Dísz tér között közlekedett.
1985. február 1-jén új járat indult 116-os jelzéssel a siklót pótló korábbi „V” jelzésű gyorsjárat helyett a Clark Ádám tér és Szent György tér között, de 1986. június 3-án a Budavári sikló üzembehelyezése miatt megszűnt, majd november 1-jén a 16A busz is megszűnt, és újra indult a busz 116-os jelzéssel, de ekkor már a Moszkva (Széll Kálmán) tér – Budai Vár – Erzsébet híd – Irányi utca útvonalon. 1989. március 1-jén több helyen is megsüllyedtek és beomlottak a Budavári Labirintus járatai. Emiatt a barlang feletti utcákban addig közlekedő 16-os és 116-os buszok útvonalát lerövidítették, továbbá az Ikarus 260-asok helyett 1994-ig az Ikarus 521-es típus kisebb tengelyterhelésű kocsijait osztották be a Moszkva tér és a Budavári sikló között megindult Várbusz vonalára. Így a 16-os a Deák Ferenc tér és a Dísz tér között, a 116-os az Irányi utca és a Dísz tér között közlekedett. 1994-ben a Várbuszon típusváltás történt az Ikarus 521-esről Ikarus 405-ös midibuszokra, útvonala pedig a Moszkva tér és a Dísz tér közé rövidült. Ez év augusztus 31-én a 116-os busz megszűnt.
2001. május 2-ától 16G jelzéssel új járat közlekedett a Sasadi út – Hegyalja út – Erzsébet híd – Deák Ferenc tér útvonalon.
2008. szeptember 6-ától a 16-os busz útvonala meghosszabbodott a régi 10-es busz útvonalán a Moszkva (Széll Kálmán) térig. Betétjárata közlekedik a régi 10-es útvonalán 16A jelzéssel, a régi 110-es száma pedig 116.
A Lánchíd lezárásával 2021. június 16-ától rövidült az útvonala: a Clark Ádám térről visszafordul a Dísz tér felé, nem fogja érinteni a pesti oldalt.
2022. május 14-étől hétvégente és ünnepnapokon az autóbuszokra kizárólag az első ajtón lehet felszállni, ahol a járművezető ellenőrzi az utazási jogosultságot.
2023. szeptember 1-jén az útvonalán a Deák Ferenc tér M felé a Palota úton Tábor utca néven új megállóhelyet létesítettek. 2024. október 1-jétől megáll az új Halászbástya (Schulek Frigyes lépcső) megállóban is a Hunyadi úton.

## Útvonala
| Széll Kálmán tér felé |
| Deák Ferenc tér M vá. – Erzsébet tér – Hild tér – József Attila utca – Széchenyi István tér – Széchenyi lánchíd – Clark Ádám tér – Hunyadi János út – Dísz tér – Tárnok utca – Szentháromság tér – Hess András tér – Fortuna utca – Bécsi kapu tér – Ostrom utca – Várfok utca – Széll Kálmán tér M vá.                                                                                             |
| Clark Ádám tér felé |
| Széll Kálmán tér M vá. – Várfok utca – Ostrom utca – Bécsi kapu tér – Nándor utca – Kapisztrán tér – Országház utca – Szentháromság tér – Tárnok utca – Dísz tér – Palota út – Dózsa György tér – Attila út – Krisztina körút – Alagút utca – Alagút – Clark Ádám tér – Széchenyi lánchíd – Széchenyi István tér – József Attila utca – Bajcsy-Zsilinszky út – Erzsébet tér – Deák Ferenc tér M vá. |

## Megállóhelyei
Az átszállás kapcsolatok között a 16A és 216-os jelzésű betétjáratok nincsenek feltüntetve. A 16A a Széll Kálmán tér felől, a 216-os a Deák Ferenc tér felől közlekedik a Dísz térig.
| 0  | Deák Ferenc tér M végállomás          | 22 | 9, 100E, 178, 210, 210B 72 47, 48, 49 | Főpolgármesteri Hivatal, Pesti vármegyeháza, Deák téri evangélikus templom, Erzsébet téri Kulturális Központ és Park (Gödör), Anker ház, Kempinski szálloda, Meridien szálloda, Örkény István Színház, Merlin Színház, Földalatti Vasúti Múzeum, Postamúzeum |
| ∫  | Deák Ferenc tér M                     | 20 | 9, 105, 178, 210, 210B 72 | Szent István-bazilika, Erzsébet téri Kulturális Központ és Park (Gödör) |
| 1  | Hild tér (↓) József nádor tér (↑)     | 17 | 15, 105, 178, 210, 210B | |
| 3  | Széchenyi István tér                  | 16 | 105, 178, 210, 210B 2, 2B, 23 | Magyar Tudományos Akadémia, Gresham-Palota |
| 5  | Clark Ádám tér                        | 14 | 105, 178, 210, 210B 19, 41 Budavári sikló | Budai Váralagút, Budavári sikló |
| 7  | Donáti utca                           | ∫  | | |
| 8  | Halászbástya (Schulek Frigyes lépcső) | ∫  | | Halászbástya |
| ∫  | Krisztina tér                         | 12 | 5, 105, 178, 210, 210B 56, 56A | Tabán mozi, Templom |
| ∫  | Dózsa György tér                      | 10 | 5, 178 56, 56A | |
| ∫  | Palota út, gyorslift                  | 9  | | |
| ∫  | Tábor utca                            | 7  | | |
| 10 | Dísz tér                              | 6  | 116 Budavári sikló | Budavári Palota, Budapesti Történeti Múzeum, Sándor-palota, Magyar Nemzeti Galéria, Budavári sikló, Országos Széchényi Könyvtár |
| 11 | Szentháromság tér                     | 4  | 116 | Mátyás-templom, Halászbástya, Szentháromság-szobor, Régi budai városháza |
| ∫  | Kapisztrán tér                        | 2  | 116 | |
| 12 | Bécsi kapu tér                        | 2  | 116 | Magyar Nemzeti Levéltár, Budavári evangélikus templom, Bécsi kapu |
| 13 | Mátray utca                           | 1  | 116 | |
| 14 | Széll Kálmán tér M végállomás         | 0  | 5, 21, 21A, 22, 22A, 39, 91, 102, 116, 128, 129, 139, 140, 140A, 149, 155, 156, 221, 222 4, 6, 17, 56, 56A, 59, 59A, 59B, 61 781, 782, 783, 784, 785, 786, 787, 789, 791, 793, 794, 795 | Autóbusz-állomás, Metróállomás, Postapalota |